# Четири лафа
Четири лафа (енгл. Four Lions) британска је црна комедија из 2010. коју је режирао Крис Морис. Филм на сатиричан начин приказује пустоловине групице самопрокламованих терориста из Шефилда који се припремају да изврше терористички напад.
Наишао је на добар пријем код филмских критичара и нашао се на листи 10 најбољих филмова 2010. по избору часописа Тајм. Освојио је награду БАФТА за најбољи дебитантски британски филм, као и Награду Емпајер за најбољу комедију.